# Sous hypnose
Pour plus de détails, voir Fiche technique et Distribution.
Sous hypnose (Hypnosen) est une comédie dramatique franco-norvégo-suédois réalisée par Ernst De Geer (sv) et sortie en 2023.

## Synopsis
André et Vera sont à la fois partenaires dans la vie et en affaires et tentent de lancer une application mobile appelée « Epione », qui permet aux femmes des pays en développement de déterminer leurs jours de fertilité. À la veille d'une présentation de start-up prometteuses lors d'une conférence appelée « Shake Up », où ils espèrent attirer l'attention d'investisseurs potentiels sur eux et leur application, Vera tente une hypnothérapie pour l'aider à arrêter de fumer. Celle-ci a toutefois un effet secondaire inattendu, car Vera commence à perdre toute inhibition sociale et à se comporter de manière extrêmement étrange.
Elle s'invente un chihuahua qu'elle seule peut voir et commande des quantités de lait au bar de l'hôtel, mais ne le paie pas. Comme André craint qu'elle ne gâche la présentation à venir, il tente de l'assommer avec des somnifères.

## Fiche technique
- Titre français : Sous hypnose[1]
- Titre original suédois : Hypnosen[2]
- Réalisation : Ernst De Geer (sv)
- Scénario : Ernst De Geer (sv), Mads Stegger
- Photographie : Jonathan Bjerstedt
- Montage : Robert Krantz
- Musique : Peder Kjellsby
- Costumes : Fianna Robijn
- Production : Mimmi Spång (sv), Kristina Börjeson, Laure Parleani, Bérénice Vincent
- Sociétés de production : Film i Väst, Mer Film AS, Totem Atelier
- Pays de production :  Suède -  Norvège -  France
- Langue originale : suédois
- Format : couleur
- Genres : comédie dramatique
- Durée : 99 minutes
- Date de sortie :
  - Tchéquie : 4 juillet 2023 (Festival international du film de Karlovy Vary)
  - Suède : 28 janvier 2024 (Festival international du film de Göteborg)
  - France : 25 juin 2025

## Distribution
- Asta Kamma August (sv) : Vera
- Herbert Nordrum (sv) : André
- Andrea Edwards (sv) : Lotta
- David Fukamachi Regnfors (sv) : Julian
- Moa Niklasson : Karin
- Simon Rajala : Davor
- Aviva Wrede (sv) : Jessica
- Alexandra Zetterberg (sv) : Eva
- Victor Iván (sv)